# Paul O. Husting

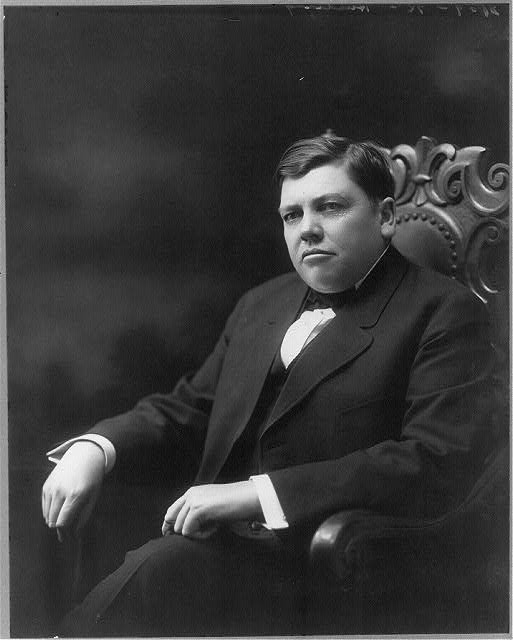
Paul O. Husting

Paul Oscar Husting (* 25. April 1866 in Fond du Lac, Wisconsin; † 21. Oktober 1917 bei Pickett, Wisconsin) war ein US-amerikanischer Politiker (Demokratische Partei), der den Bundesstaat Wisconsin im US-Senat vertrat.
Paul Husting, dessen Vorfahren aus Luxemburg eingewandert waren, zog mit seinen Eltern im Jahr 1876 nach Mayville, wo er die öffentlichen Schulen besuchte. Später machte er dann seinen Abschluss an der Law School der University of Wisconsin–Madison. 1895 wurde er in die Anwaltskammer aufgenommen und begann in Mayville zu praktizieren; von 1902 bis 1906 war er Bezirksstaatsanwalt im Dodge County.
Politisch betätigte sich Husting erstmals als Mitglied des Senats von Wisconsin zwischen 1907 und 1913. Im Jahr 1914 wurde er dann als Nachfolger des nicht mehr kandidierenden Republikaners Isaac Stephenson in den US-Senat gewählt, wo er sein Mandat ab dem 4. März 1915 wahrnahm und als Vorsitzender mehrerer Ausschüsse fungierte.
Am 21. Oktober 1917 unternahm Paul Husting mit seinem Bruder Gustave einen Ausflug zum Rush Lake im Winnebago County, wo die beiden aus einem Boot heraus Enten jagen wollten. Nachdem sie auf den See hinausgefahren waren, stand der Senator auf, um eine Ente ins Visier zu nehmen, und wurde dabei von seinem Bruder unabsichtlich in den Rücken geschossen. Schwer verletzt wurde er in ein nahegelegenes Farmhaus gebracht, wo er kurz darauf starb.
Hustings Tod hatte auch politische Folgen. Mit Irvine Lenroot gewann ein Republikaner die Nachwahl zu seinem Sitz. Nach der folgenden Senatswahl errangen die Republikaner dann eine 49:47-Mehrheit im Senat, die unter anderem dem Beitritt der Vereinigten Staaten zum Völkerbund ihre Zustimmung verweigerte.